# Philates zschokkei
Philates zschokkei är en spindelart som beskrevs av Benjamin 2004. Philates zschokkei ingår i släktet Philates och familjen hoppspindlar. Inga underarter finns listade i Catalogue of Life.